# Дисліпідемія
Дисліпідемія — це метаболічний розлад, що характеризується аномально високою або низькою кількістю будь-яких або всіх ліпідів (наприклад, жирів, тригліцеридів, холестерину, фосфоліпідів) або ліпопротеїнів у крові. Дисліпідемія є фактором ризику розвитку атеросклеротичних серцево-судинних захворювань , які включають ішемічну хворобу серця, цереброваскулярну хворобу та хворобу периферичних артерій. Незважаючи на те, що дисліпідемія є фактором ризику серцево-судинних захворювань, відхилення від норми не означають, що потрібно розпочинати прийом гіполіпідемічних засобів. Інші фактори, такі як супутні захворювання та спосіб життя на додаток до дисліпідемії, враховуються при оцінці серцево-судинного ризику. У розвинених країнах більшість дисліпідемій є гіперліпідеміями. Часто це пов’язано з дієтою та способом життя. Тривале підвищення резистентності до інсуліну також може призвести до дисліпідемії.

## Фактори ризику
Фактори ризику включають:
- Сімейну історію дисліпідемії
- Куріння
- Цукровий діабет
- Гіпертензію
- Ожиріння (ІМТ більше 30)
- Атеросклероз
- Сімейну історію ранньої коронарної хвороби серця
- ВІЛ-інфекцію
- Ковід-19
- Еректильну дисфункцію
- Хронічну хворобу нирок (ШКФ менше 60 мл/хв/1,73 м2
- Черевну аневризму
- Хронічну обструктивн хворобу легень
- Клінічні прояви гіперліпідемії (ксантелазма, ксантома, рання arcus cornealis)
- Гіпертензію під час вагітності
- Запальну хворобу кишечника

## Діагностика

### Класифікація
Лікарі та дослідники класифікують дисліпідемії двома різними способами. Одним із способів є його представлення в організмі (включаючи певний тип ліпідів, який підвищується). Інший спосіб пов’язаний з основною причиною стану (генетична або вторинна по відношенню до іншого захворювання). Ця класифікація може бути проблематичною, оскільки більшість захворювань пов’язані з генетикою та проблемами способу життя. Однак є кілька чітко визначених генетичних захворювань, які зазвичай легко визначити.
Три основні показники крові, зібрані для оцінки дисліпідемії, це тригліцериди (ТГ), холестерин ліпопротеїдів високої щільності (ХС-ЛПВЩ) і холестерин ліпопротеїнів низької щільності (ХС-ЛПНЩ). Високий рівень тригліцеридів (>1,7 ммоль/л натще) може вказувати на дисліпідемію. Тригліцериди транспортуються кров'ю за допомогою ліпопротеїнів дуже низької щільності (ЛПДНЩ) як носія. Під час вимірювання рівня тригліцеридів слід звернути увагу на те, що для отримання точного результату необхідно голодувати протягом 8–12 годин, оскільки результати ТГ не натщесерце можуть бути помилково підвищеними. Результати ТГ більше 10 ммоль/л, потребують швидкої інтерпретації, оскільки тяжка гіпертригліцеридемія є фактором ризику гострого панкреатиту.
ЛПВЩ складається з дуже малої кількості ліпідів і великої кількості білка. Це корисно для організму, оскільки вони функціонують, потрапляючи в тканини та збираючи додатковий холестерин і жир. Завдяки позитивному впливу холестерину ЛПВЩ його називають «хорошим холестерином», оскільки він запобігає утворенню бляшок. Інші функції ХС-ЛПВЩ, такі як антиоксидантні ефекти, захист від тромбозу, підтримка функції ендотелію та підтримка низької в’язкості крові, сприяють здоров’ю серцево-судинної системи. Завдяки позитивним функціям холестерину ЛПВЩ його низький рівень свідчить про дисліпідемію та є фактором ризику ускладнень.
Іншим діагностичним тестом, який часто переглядають, є холестерин ЛПНЩ. ЛПНЩ складаються з холестерину, ТГ, фосфоліпідів і аполіпопротеїнів. Молекули ЛПНЩ зв’язуються з ендотелієм кровоносних судин і викликають утворення бляшок. Коли бляшки утворюються, холестерин ЛПНЩ, що плаває в крові, може прикріплюватися до бляшок і викликати його подальше накопичення. Окрім утворення бляшок, молекули холестерину ЛПНЩ можуть піддаватися окисленню. Окислення може спричинити подальше накопичення холестерину та вивільнення прозапальних цитокінів, які пошкоджують кровоносні судини. Через шкідливу дію холестерину ЛПНЩ їх високий рівень підвищує ризик серцево-судинних захворювань і вказує на дисліпідемію.
Дисліпідемії також можна класифікувати залежно від основної причини, чи є вона первинною, вторинною чи комбінацією обох.
Первинні дисліпідемії спричинені генетичними розладами, які можуть спричинити порушення рівня ліпідів без будь-яких інших очевидних факторів ризику. Ті, хто має первинну дисліпідемію, мають більший ризик розвитку ускладнень дисліпідемії, таких як атеросклеротичні серцево-судинні захворювання, у молодшому віці. Деякі поширені генетичні розлади, пов’язані з первинними дисліпідеміями, це гомозиготна або гетерозиготна гіперхолестеринемія, сімейна гіпертригліцеридемія, комбінована гіперліпідемія та порушення метаболізму ЛПВЩ.
При сімейній гіперхолестеринемії причиною цього зазвичай є мутація в LDLR, PCSK9 або APOB, які призводять до високого рівня ХС-ЛПНЩ. При комбінованій гіперліпідемії спостерігається надмірне вироблення апоВ-100 у печінці. Це призводить до утворення великої кількості молекул ЛПНЩ та ЛПДНЩ. Унікальною ознакою первинної дисліпідемії є те, що пацієнти часто мають гострий панкреатит або ксантоми на шкірі, повіках або навколо рогівки.
На відміну від первинних, вторинні дисліпідемії базуються на змінюваних факторах навколишнього середовища або способу життя. Деякі захворювання, пов’язані з вищим ризиком дисліпідемії, це неконтрольований цукровий діабет, холестатична хвороба печінки, хронічна хвороба нирок, гіпотиреоз і синдром полікістозних яєчників. Надмірне вживання алкоголю, надлишок вуглеводів і дієти з високим вмістом насичених жирів пов'язані з більшим ризиком дисліпідемій. Деякі ліки, які можуть сприяти дисліпідемії, наприклад тіазидні діуретики, бета-блокатори, оральні контрацептиви, атипові антипсихотики (клозапін, оланзапін), кортикостероїди, такролімус і циклоспорин. Іншими неспадковими факторами, що збільшують ризик дисліпідемій, є куріння, вагітність і ожиріння.
Класифікація Фредріксона, наведена нижче, класифікує дисліпідемії на категорії:
| Фенотип                | І           | IIa  | IIб          | III  | IV    | В                   |
| Підвищений ліпопротеїн | Хіломікрони | ЛПНЩ | ЛПНЩ і ЛПДНЩ | ЛППЩ | ЛПДНЩ | ЛПДНЩ і хіломікрони |
| ---------------------- | ----------- | ---- | ------------ | ---- | ----- | ------------------- |

## Скринінг
Немає чіткого консенсусу щодо того, коли слід розпочинати скринінг на дисліпідемію. Загалом, люди з високим ризиком серцево-судинних захворювань повинні проходити обстеження в молодшому віці, причому чоловіки від 25 до 30 років і жінки від 30 до 35 років. Тестування загального населення віком до 40 років без симптомів приносить незрозумілу користь. Ресурс UpToDate пропонує скринінг чоловіків у віці 35 років і жінок у віці 45 років у тих, хто не має ризику серцево-судинних захворювань. Усі люди, незалежно від віку, повинні пройти обстеження, якщо вони мають фактори ризику, перелічені нижче. Серцево-судинний ризик можна визначити за допомогою шкал ризику, таких як Фремінгемська шкала ризику, і його слід переоцінювати кожні 5 років для пацієнтів віком від 40 до 75 років.

## Лікування

### Нефармакологічні методи
Нефармакологічне лікування рекомендовано всім людям з дисліпідемією.
Важливим немедикаментозним втручанням при дисліпідемії є дієта, спрямована на зниження рівня ліпідів у крові, а також на втрату ваги, якщо це необхідно. Ці зміни в дієті завжди повинні бути частиною лікування, і під час початкової оцінки, а також під час подальшого спостереження рекомендується консультація дієтолога. Рекомендується 3-місячне випробування змін дієти для первинної профілактики, перш ніж розглядати питання про прийом ліків, але для вторинної профілактики та в осіб із групою високого ризику разом зі зміною дієти використовуються препарати для зниження рівня холестерину.
Рекомендовані дієти включають дієту DASH, середземноморську дієту, дієту з низьким глікемічним індексом, дієту Портфоліо та вегетаріанську дієту. Пацієнти повинні зменшити споживання насичених жирів, харчового холестерину та алкоголю та збільшити споживання загальної клітковини (≥30 г/день), розчинної клітковини (≥10 г/день) та омега-3 (ЕРА та ДГК [2-4 г/день] використовуються лише для зниження ТГ). Їм також слід збільшити частку моно- та поліненасичених жирів, які вони споживають.
Інші модифікації способу життя включають втрату ваги (5-10% від ваги тіла) і зменшення абдомінального ожиріння, 30-60 хвилин на день помірних інтенсивних вправ, припинення куріння, управління стресом і 6-8 годин сну вночі.

### Фармакологічні методи
При дисліпідемії можна розглядати фармакологічне втручання.
На основі Фремінгемської шкали ризику існують різні порогові значення, які вказують, чи слід починати лікування. Вважається, що особи з показником 20% мають високий серцево-судинний ризик, показник 10–19% вказує на проміжний ризик, а пацієнти з показником менше 10% мають низький ризик. Терапія статинами та немедикаментозні втручання показані людям із високим серцево-судинним ризиком. У пацієнтів із проміжним або низьким ризиком застосування терапії статинами залежить від індивідуальних факторів пацієнта, таких як вік, рівень холестерину та фактори ризику.
Статини вважаються препаратами першої лінії, але вони можуть бути замінени на інші препарати, якщо цільові показники ліпідів не досягаються за допомогою терапії статинами або якщо вони погано переносяться.
Статини конкурентно інгібують гідроксиметилглутарил (ГМГ) КоА-редуктазу, яка використовується в біосинтезі холестерину. До них належать аторвастатин, ловастатин, симвастатин, розувастатин, правастатин, флувастатин і пітавастатин. Ці препарати знижують рівень холестерину ЛПНЩ, а також пов’язані зі зниженням смертності від ССЗ, захворюваності на ССЗ та загальної смертності. Вони мають малий ефект на рівень холестерину ЛПВЩ.

#### Смоли
Смоли є секвестрантами жовчних кислот, які діють, запобігаючи повторному поглинанню жовчних кислот у кишечнику, таким чином збільшуючи їх втрату з калом та прискорюючи використання холестерину печінкою для заміни втрачених жовчних кислот. Смоли включають холестирамін, колестипол і колесевалем, і всі вони знижують рівень холестерину ЛПНЩ, одночасно злегка підвищуючи рівень холестерину ЛПВЩ. Було показано, що, коли ці агенти застосовувалися окремо, вони покращували серцево-судинні наслідки.

#### Фібрати
Холестерин-знижувальний ефект фібратів зумовлений їхньою здатністю активувати ядерний рецептор, який називається рецептором альфа, що активується проліфератором пероксисом. Вони включають фенофібрат, гемфіброзил і безафібрат і знижують тригліцериди, підвищують рівень холестерину ЛПВЩ, а також знижують рівень холестерину ЛПНЩ, який змінюється залежно від препарату, який використовується. Дослідження FIELD показало, що фенофібрат зменшує як коронарну реваскуляризацію, так і нефатальні інфаркти міокарда (але не у пацієнтів з діабетом 2 типу).

#### Інгібітори PCSK9
Інгібітори PCSK9 — це моноклональні антитіла, які націлені на білок, що бере участь у розпаді ЛПНЩ, який називається пропротеїнконвертазою субстилізин/кексин типу 9 (PCSK9). Ці агенти знижують рівень холестерину ЛПНЩ, підвищують рівень холестерину ЛПВЩ, знижують рівень тригліцеридів і ліпопротеїну(а). Дослідження FOURNIER і ODYSSEY показали, що ці препарати також знижують ризик серцево-судинних ускладнень.

#### Інгібітори всмоктування холестерину
Езетиміб пригнічує всмоктування холестерину в кишечнику і може застосовуватися як окремо, так і зі статинами. Що стосується серцево-судинних ускладнень, у пацієнтів із хронічною хворобою нирок спостерігалося зменшення судинних та великих атеросклеротичних ускладень під час прийому симвастатину та езетимібу порівняно з плацебо. Також було показано, що ця комбінація зменшує смертність, серйозні коронарні ускладнення та нефатальний інсульт у пацієнтів після гострого коронарного синдрому.

#### Ікосапент етиловий
Ікозапент етил складається з ейкозапентаєнової кислоти (EPA), омега-3 жирної кислоти з риб’ячого жиру, яка знижує вироблення тригліцеридів у печінці. У дослідженні REDUCE-IT у пацієнтів, які отримували терапію статинами та 4 г щоденного ікосапент-етилового ефіру, спостерігалося зменшення серйозних серцево-судинних подій.

#### Інгібітори білка перенесення мікросомальних тригліцеридів
Ломітапід інгібує білок перенесення мікросомальних тригліцеридів (МТР), що призводить до зниження рівня ЛПНЩ у плазмі.

#### Інгібітори цитратліази АТФ
Бемпедоєва кислота діє на шлях синтезу холестерину на АТФ-цитрат-ліазу. Цей фермент синтезує ацетил-КоА за допомогою цитрату з мітохондрій.

#### Інгібітори CETP
Інгібітори білка переносу ефіру холестерилу (CETP) включають агенти торцетрапіб, анацетрапіб і обіцетрапіб. Вони блокують перенесення холестерину від «хороших» частинок ЛПВЩ до «поганих» частинок ЛПНЩ, тим самим викликаючи збільшення співвідношення ЛПВЩ:ЛПНЩ. Незважаючи на сприятливі зміни ліпідів крові, більшість інгібіторів СЕТР (за винятком анацетрапібу) не досягають значущого зниження частоти серцево-судинних ускладнень.